# 京都大好きラジオ
『京都大好きラジオ』（きょうと だいすきラジオ）は、KBS京都ラジオで1995年4月から2001年3月29日まで平日の午後に生放送されていたワイド番組ラジオ番組。

## 概要
KBS京都ラジオ平日昼ワイド番組である。
- 放送時間は開始当初は午後2時から4時45分まで、1996年(平成8年)10月より午後1時より4時に変更された。

番組を大きく分けると
- KBS京都テレビでタイムリー10などの担当ディレクターだった町田寿ニディレクターが立ち上げた担当した前期。
- 「はりきりフライデー」や「ばんばひろふみのKYOTO Revolution」の担当ディレクターだった前田国男がディレクターを務めた後期。
- 高田正人ディレクターの「週刊金曜日」を編入した『京都大好きラジオ・金曜版』

に分けられる。

## 前期

### パーソナリティ
開始当初のキャストは以下の通りである。
- 月曜日ジェフ・バーグランド
- 火曜日北村謙
- 水曜日桂小米朝
- 木曜日茂山あきら
- アシスタントは下村委津子
- ラジオカーレポーターとして月・火・木が工藤裕子・水曜日の近鉄百貨店京都店から水曜コンサートを田辺洋子がレポート。

第1回放送では月曜日担当のバーグランドが休むことになり、北村が月・火曜を担当することになった。以降もバーグランド・小米朝・茂山が休んだことによって、月～木曜まで北村が担当することもあった一方で、その北村も都合が付かなかったために水曜日にバーグランドが登場することもあった。
当初は「祇園祭（1995年6月）」・「水（同年7月）」・「戦争（同年8月）」「商店街（同年9月）」「着物(同年10月)」など、1ヵ月に渡って1つのテーマをもとに、曜日別パーソナリティーがそれぞれの個性に沿った構成を採っていた。そのテーマに即応してリスナーからの電話・FAXで質問や意見を募集したが、日替わりで呼ばれたゲストが答えに窮したり、専門的すぎる質問にパーソナリティーやスタッフが対応できずに質問者に電話して教えを請うたりすることもあった。そして番組の最後に、パーソナリティーの独断と偏見によって1日に1人、番組特製の切絵風のテレホンカードが贈られた。翌年からはバーグランド執筆による「京都大好きラジオ！」との漢字ロゴ入りのTシャツも造られ、贈られた。月曜日はバーグランドの著書をサイン入りでプレゼント、木曜日の省エネのアイデアを投稿すると「市澤頒布のトウトバック」が贈られた。
また、北村がリスナーをKBS京都4階の「ふれあいスタジオ(第2スタジオ)」に招いての公開放送（1995年10月10日）をしたり、大津祭の山車の前から生放送（1997年10月10日）。バーグランドが自らラジオカーに乗って出町商店街へ行ってのレポート（1995年9月）大文字山の送り火の火床から（1996年11月3日）・高台寺内（1997年4月29日）・堀川通り（一条戻り橋周辺・1998年3月31日）を歩きながら。茂山も下賀茂神社の糺の森・大原・定期運行中の琵琶湖汽船の遊覧船「ビアンカ」の船上などからの生放送をするなど、スタジオを飛び出して放送することが多かった。
　1997年1月3日の放送、全曜日のパーソナリティー、下村、ラジオカーレポーターの二人がそろい、全編にわたって近鉄百貨店アトリウムから生放送された。
さらに、放送の中で下村が「高校生時代に北村謙さんの追っかけをしていて、京都大好きラジオで一緒に仕事するための顔合わせの時、謙さんがメタボなおじさんになっていてビックリした」とコメント。バークランドは「小米朝さんの奥さん、小米朝さんと付き合う前から、私は知っていたよ。私の教え子やから」とコメントし、パーソナリティー同士がプライベートでも繋がっていて、アットホームな雰囲気の番組であった。
- 1996年4月5日より、金曜日放送の「金曜情報館(午後2時～4時44分)」を『京都大好きラジオ・金曜版』にタイトル変更。
  - パーソナリティー池田幾三・アシスタント阪口佳澄・ラジオカーレポーター青山真子・調査員稲野一美が、そのまま移行。担当ディレクターは高田正人。

- 1996年10月より「話のターミナル」の放送終了に伴い、月～木曜の放送時間が午後1時～3時に変更。金曜日は従来どおり午後2時～4時44分のまま。
  - ラジオカー北近畿号（福知山局所属）の北近畿レポーターとして「えみ京子」「手塚正美」加入。
  - 「パープルサンガ」を応援する『サンガレポーター』として、当時サッカー3級審判員の資格を持ち「話のターミナル」のラジオカーレポーターをしていた「和田りつ子」が加入。金曜日は梶原誠アナウンサーがサンガレポートを担当。

- 1997年9月末でラジオカーレポーターの田辺洋子・工藤裕子の二人が卒業、10月より後任に増田美紀・林奈津子。

- 1998年3月で小米朝が卒業。その際に小米朝は後任に桂団朝を推薦し、団朝によって1回放送されたものの、本採用はされなかった。4月より火曜日に 海原小浜を迎え、火曜日担当の北村が水曜日にシフト。

- 1998年9月でラジオカーレポーター「林奈津子」卒業。

### 各コーナー
- 全曜日 
  - 「カタツムリ大作戦」24時間交通安全チャリティーキャンペーン
  - 「ラジオカーレポート」
  - 「ろーじインフォーメーション」リスナーからの町の小さなイベント情報を紹介
  - 「りっちゃんのサンガ大好き」（京都パープルサンガをサポートするコーナー）1996年10月より
- 月曜日 
  - 「ディスイズ　イングリッシュどすえー!」京言葉の英訳・リスナーからの英語に関する質問に回答
- 火曜日

- 水曜日 
  - 「街角コンサート」京都近鉄百貨店アトリウムより
- 木曜日 
  - 「茂山あきらの狂言でござる」狂言のいろんな話
- 金曜日 
  - 「今週の川柳」

## 後期
1999年5月にプロデューサーも兼ねる町田寿ニディレクターの定年を迎える事から、同年3月末で終了する「ばんばひろふみのKYOTO Revolution」の前田ディレクターを迎えて、1999年4月に番組をリニューアル。前田ディレクターの担当する後期は、京都の番組であるにも関わらず、京都以外の関西地区を中心に活動しているタレントを数多くパーソナリティーとして起用した点が主な特徴であった。

### パーソナリティ
- 月曜日　サブタイトルは『ジェフのヒューマンMONDAY』
  - 　引き続きパーソナリティーをジェフ・L・バーグランドが勤め・アシスタントに津田なおみを迎える。

- 火曜日　サブタイトルは『滝トールのトーク絶好調』
  - 　土曜日午後のベストヒット歌謡曲の人気パーソナリティー滝トールを迎え、アシスタントは女優としても活躍する福田まゆみ。前田ディレクター（チーフ）からは同じ事務所の岡本育子や杉本昌子を薦められるが、当時他局の昼の番組を2時間ほど1人でしゃべっていた福田まゆみ（MC企画のベテランタレント）を滝が指名。負けない坂下ディレクター（火曜日担当）とはベストヒットから3年ぶりの再会。初回のゲスト（美人数珠つなぎのコーナー）は芸者の「いちひな」。

- 水曜日　サブタイトルは『ばんばんの おやかましさん』
  - 「ばんばひろふみのKYOTO Revolution」のばんばひろふみと成田万寿美のコンビが、そのままシフト。

- 木曜日　サブタイトルは『立原啓裕の人間大好き』
  - 　立原啓裕とアシスタントは最初の半年間は中山千香子。1999年10月より「KBSハーバーRadio」の2代目パーソナリティだった早川真紀が勤める。

- 金曜日　サブタイトルは『池田幾三のおたすけラジオ(1年後の2000年4月より同名の番組となり「京都大好きラジオ!」から独立)』
  - 　池田幾三・阪口香澄・青山真子・稲野一美の全員残留。放送時間が「KYOTO Revolution」の1時間分が延長され2時～6時のロングラン番組に(途中4時45分～5時まで「トヨタ　ミュージック　ネットワーク」で中断)。
  - 番組特別顧問として市田ひろみ、サンガレポーターにマック梶原ことアナウンサーの梶原誠が加入。

- ラジオカーレポートは、引き続き増田美紀が月～木曜の4日間、金曜日は青山真子が担当。
  - のちに増田美紀アメリカ留学の為に卒業、後任には団野真子に。

### 各コーナー
- 全曜日 
  - 「カタツムリ大作戦」24時間交通安全チャリティーキャンペーン
  - 「森の図書館」（野鳥のコーナー）
- 月曜日 
  - 「ジェフの英語塾」
- 火曜日
  - 「健康ひとくちテレホン」
- 水曜日 
  - 「僕の知人」
  - 「りっちゃんのサンガ大好き」（京都パープルサンガをサポートするコーナー）
- 木曜日 
  - 「立原啓裕の医療ウォッチング」 （提供：京都府保険医協会）2000年4月から2001年3月までの1年間、53回、毎週木曜日午後3時00分から

## 「京都大好きラジオ・金曜版」
1996年4月5日より、それまで金曜日放送の「金曜情報館（午後2時～4時44分・担当ディレクターは高田正人）」を『京都大好きラジオ・金曜版』にタイトル変更し、パーソナリティーの池田、アシスタントの阪口、ラジオカーレポーターの青山・はりきり調査員の稲野、マック・市田の全員が、そのまま残る。
内容も、それまで放送していた「週刊金曜日」「金曜情報館」とほぼ同じく、リスナーからの素朴な疑問や質問に番組で調査。併せて「回答を知っておられる方はおられませんか」とラジオで呼びかけ、疑問点の現場や回答者の所へラジオカーが駆けつけて現場から生放送。稲野が公的機関から回答を引き出し、リスナーからの回答を精査して、ラジオで回答した。
例を挙げると
- 「『大仏鉄道（関西鉄道大仏線）』に付いて教えてください」には、ラジオカーが鉄道友の会京都支部長のところへ行き、青山が回答をレポート。
- 「1ダースは、10ではなく12を一括りにして１ダースなのか」には、回答が寄せられず、稲野が「京都市青少年科学センター」の学芸員に教えてもらい回答。
- 「戦闘艦の制服のセーラー服が、なぜ女子中高生の制服になったのか？」には市田も知らず,

『調べておきます』と言ったまま、回答する前に番組が終了してしまった。
そして、2000年4月から『池田幾三のおたすけラジオ』として独立。2002年12月末まで「おたすけラジオ」として放送された。

### 金曜日のコーナー
- 川柳
- ラジオお助け隊
- ラジオカーレポート
- 当世面白通信
- 週刊健康ジャーナル
- 京都市だより(京都市)
- 京都府情報BOX(京都府)
- サンガ大好き(京セラ)
- 幾三のグルメ三昧

など

## その他
- 「サポーター会議」と呼ばれる番組企画会議に市民が参加していた。こうした動きと連動して「KBS京都アクセスクラブ」という市民組織が生まれ、市民スポンサーを募って放送番組づくりを目指すユニークな活動が生まれた。